# Ajánlórendszer (marketing)
Az ajánlórendszerek speciális információszűrő rendszerek, amelyek felhasználói és termékprofilokat építenek tanuló algoritmusok segítésével, majd a modellek alapján ajánlanak olyan tartalmat (film, tv, vod, zene, könyv, hír, kép, weboldal, cikk stb.) a felhasználónak, amely nagy valószínűséggel érdekes lesz neki.
Az ajánlórendszerek alternatívát kínálnak új termékek és tartalmak felfedezésére a keresés mellett. A keresés direkt és irányított. A felhasználónak valamilyen elképzelése kell legyen arról, hogy mit szeretne. Az ajánlórendszer olyan személyre szabott érdekes tartalmakat is felkínál, amelyeket kereséssel nem érne el a felhasználó, mert kívül esik látó- és keresési körén.

## Felhasználói visszajelzések típusa
A termékpreferenciára vonatkozó felhasználói profil építésénél megkülönböztetünk közvetlen és közvetett (explicit és implicit) felhasználói visszajelzést, illetve értékelést.
Példák termékpreferenciára utaló közvetlen adatokra:
- felhasználó rögzített skálán adott termékértékelése (pl. 1-től 5-ig);
- felhasználó tetszik/nem tetszik visszajelzése adott termékről;
- két vagy több termék közül a legkedveltebb kiválasztása;
- felhasználói preferencialista adott termékekkel.

Példák termékpreferenciára utaló közvetett adatokra:
- terméknézési események online kereskedelmi oldalon;
- terméknézési események hossza;
- termékvásárlások;
- felhasználó saját gépén nézett vagy hallgatott termékek listája (főleg film/videó és zene esetén)
- felhasználó kapcsolati hálójának analízise és ismerőseinek visszajelzései.

Ajánlórendszer megoldást szállító cégek
- blinkx videótéka
- The Filter szórakoztatás és információ
- IMDb filmek
- Jinni filmek, televízió
- Rotten Tomatoes filmek
- TV Genius televízió
- Gravity R&D webshop, társkeresés, film és televízió
- Tank Top TV online televízió
- Last.fm zene
- Genieo események